# Christina Broom
Christina Broom (nota anche come Mrs Albert Broom o Christina Livingston; Londra, 28 dicembre 1862 – Margate, 5 giugno 1939) è stata una fotografa scozzese.

## Biografia

### Infanzia e vita privata
Nacque e visse all'8 King's Road, Chelsea, Londra. Fu la settima di 8 figli. I suoi genitori erano scozzesi. Suo padre era Alexander Livingston (1812-1875), un maestro calzolaio e sua madre era Margaret Fair (1826-1884). Sposò Albert Edward Broom (1864-1912) nel 1889 ed ebbero una figlia di nome Winifred Margaret nata il 7 agosto 1890. Nel 1903, in seguito al fallimento della ferramenta di famiglia e ad altre imprese, Christina prese in prestito una macchina fotografica a scatola e imparò in modo autodidatta i rudimenti della fotografia.

### Carriera
Allestì una bancarella a Royal Mews nei pressi di Buckingham Palace dove incominciò a vendere cartoline fotografiche che aveva scattato personalmente. Gestì la bancarella dal 1904 al 1930.
Quando la famiglia si trasferì a Burnfoot Avenue usò la cantina inizialmente adibita allo stocco del carbone come camera oscura. Nel suo lavoro fu assistita da sua figlia Winifred che lasciò la scuola per aiutarla. Le cartoline vendettero molto bene tanto che in una sola sessione in camera oscura lei ne stampò oltre 1000 copie.
Christina fu nominata fotografa ufficiale della divisione Household dell'esercito britannico dal 1904 al 1939 che le rese disponibile una camera oscura nella caserma del Chelsea. Scattò molte fotografie di vita quotidiana nei dintorni del Buckingham Palace nonché immortalò molte marce delle suffragette e molte regate Oxford-Cambridge.
Il marito morì nel 1912 e Christina e Winifred si trasferirono a Fulham. Christina da quel momento utilizzò come nome professionale Mrs Albert Broom. Negli anni '20 e '30 il suo lavoro apparve in pubblicazioni come: Illustrated London News, The Tatler, The Sphere e Country Life.

### Morte
Christina morì il 5 giugno 1939 e fu sepolta nel vecchio cimitero di Fulham. Winifred si occupò della salvaguardia dei negativi di Christina facendoli conservare in istituzioni pubbliche.

### Riconoscimenti
Collezioni delle sue fotografie sono conservate: al Museum of London, alla National Portrait Gallery, all'Imperial War Museum di Londra, al National Museum of Scotland di Edimburgo, al Royal Maritime Museum di Greenwich, al Guards Museum di Londra, al Royal Borough of Kensington, al Chelsea Local Studies Library, al Hammersmith and Fulham Archive, al National Army Museum, al Maidstone Art Gallery, al Harry Ransom Center, al Gernsheim Collection, all'Università del Texas.
Il 17 dicembre 2009 una raccolta di circa 2000 delle sue fotografie, principalmente di soggetti militari, doveva essere messa in vendita in un'asta a Sotheby's. Ci si aspettava che la collezione raggiungesse un'offerta di circa 35.000 sterline ma rimase invenduta e fu successivamente acquistata privatamente dal Museo di Londra.
Nel giugno 2015 il Museo di Londra dedicò una mostra alle sue fotografie intitolata Soldiers and Suffragettes.

## Galleria d'immagini

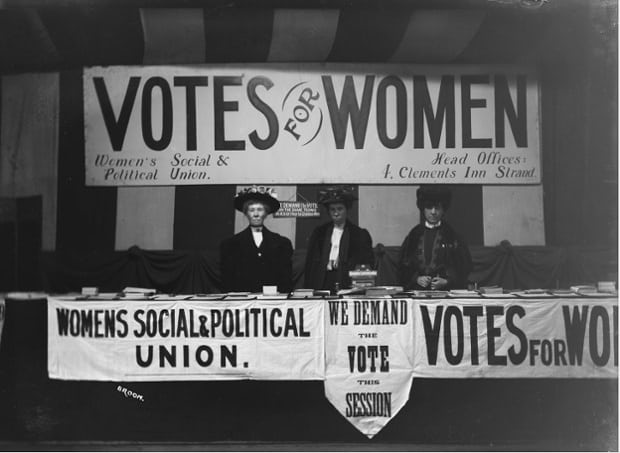
Votes for women (1908)
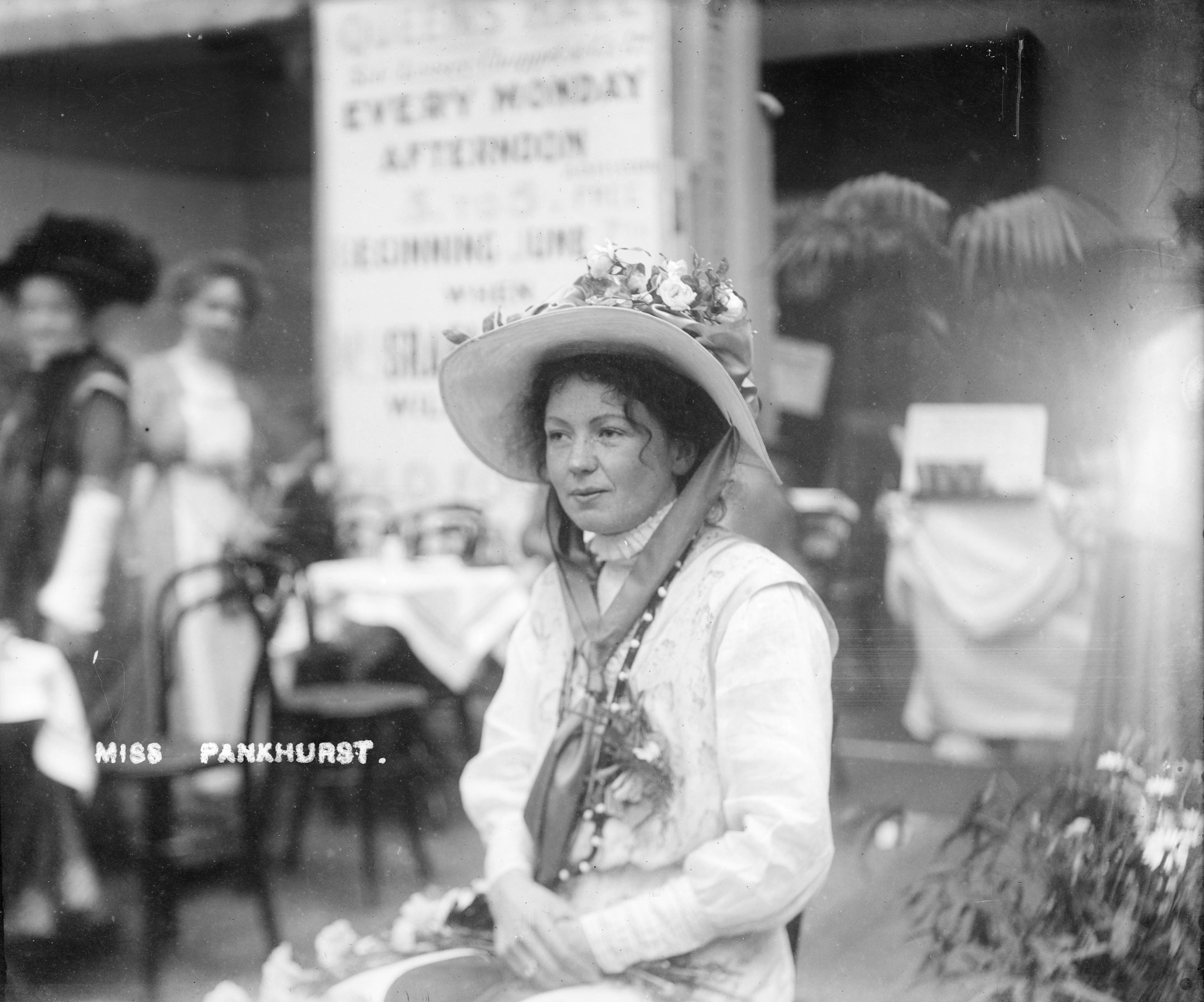
Christabel Pankhurst (1909)
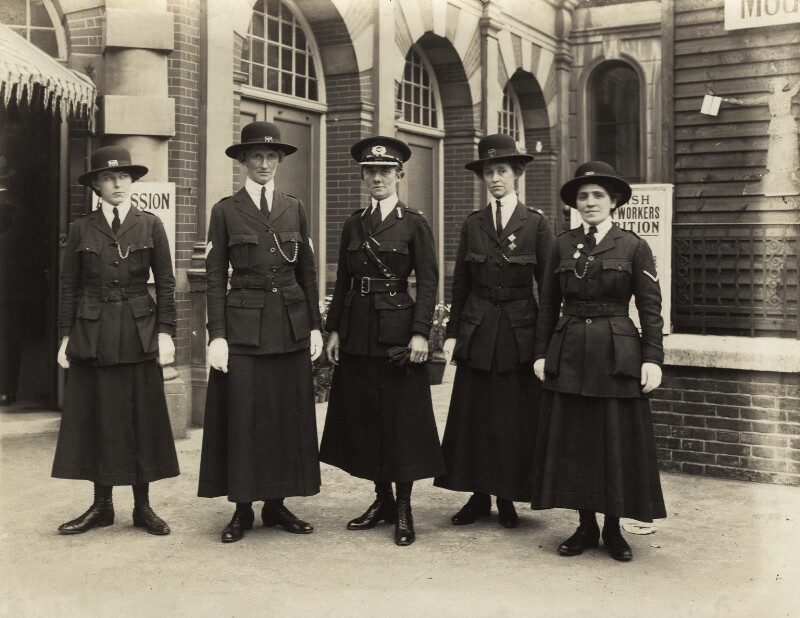
Poliziotte (1916)